# Gabriel Thomas (aviateur)
Pour les articles homonymes, voir Gabriel Thomas et Thomas.
Gabriel Joseph Thomas, né à Ligré (Indre-et-Loire) le 4 janvier 1896 et mort à Buenos Aires le 9 octobre 1976, est un aviateur français, As de la Première Guerre mondiale avec sept victoires homologuées. Il a fait partie des pionniers de l’Aéropostale puis d'Air France en Amérique du Sud.

## Biographie

### Carrière militaire
Mécanicien de formation, il s’engage pour quatre ans, le 9 novembre 1914. Il est affecté à la réserve générale de l’aviation, au Bourget, le 1er janvier 1915.
Le 10 juillet 1915, il est désigné comme élève-pilote à la 31e section à Avord. Breveté, Il est nommé au 2e groupe d’aviation de Lyon.
Sa première affectation : l’escadrille MF98T, de l’armée d’Orient, le 7 octobre 1915. Il y restera jusqu’au 1er mai 1916
Mai 1916, Affectation à l’escadrille N 391, en Macédoine, où il est nommé sergent le 26 mai 1916. Il rentre en France en juillet 1916
Affectation à la N 88 le 3 mai 1917 comme adjudant. le 7 décembre, Gabriel Thomas est sous-lieutenant. Il est nommé sous-lieutenant à titre définitif en 1921 puis lieutenant en 1922, date à laquelle il est affecté au 35e régiment d’aviation

## Décorations françaises
|  |  |  |

- La croix de la Légion d'honneur
- Médaille militaire :
- Croix de Guerre 1914-1918 avec palmes.
  - Une première citation, à l’ordre du corps d’armée, datée du 15 octobre 1916 : « S’étant distingué aux Dardanelles et devant Smyrne, effectuant sur des avions de chasse de longs vols sur la mer pour rencontrer les appareils ennemis qu’il pourchassait avec âpreté. S’est acquis de nouveaux titres en Macédoine depuis sept mois où il a livré plusieurs fois combat de façon heureuse aux avions ennemis et exécuté de très belles reconnaissances d’armée, faisant preuve à différentes reprises de connaissances militaires très au-dessus de son grade et de ses fonctions. »
  - Citation à l’ordre de l’armée (11 mai 1918) : « Pilote d’une bravoure et d’un dévouement exemplaires, recherchant ardemment le combat et par son entrain servant de modèle à son tour. Le 23 avril 1918, a abattu dans nos lignes un biplace ennemi après un brillant combat. »
  - Citation à l’ordre de l’armée (29 juillet 1918) : « Pilote d’une bravoure au-dessus de tout éloge et d’une ténacité remarquable. A attaqué récemment à la tête de sa patrouille un groupe d’avions de chasse ennemis. A réussi après un dur combat à abattre l’un d’entre eux qui s’est écrasé dans nos lignes (3e victoire). » C’était un Fokker D1, le 7 juillet, à Corcy. Il décroche son titre d’as avec deux victoires les 23 et 24 août. Ce qui lui vaut la Légion d’honneur : « Officier du plus haut mérite, exemple de courage, de ténacité et de modestie. Chef de patrouille de premier ordre, mène chaque jour au combat les pilotes de son escadrille, sur lesquels il a su prendre par sa conscience de chasseur et sa bravoure incontestée, un merveilleux ascendant. Le 24 août 1918 a remporté sa cinquième victoire. Le 2 septembre, au cours d’un dur combat contre un biplace ennemi, a été sérieusement blessé. » Depuis le 1er août, Gabriel Thomas est de nouveau devenu le chef de l’escadrille. Il a succédé au lieutenant Gabriel Guérin qui, célèbre as de la Spa 15, nommé à la tête de la Spa 88 le 7 juillet, n’a eu que le temps de remporter une vingt-troisième et dernière victoire le 19 juillet avant d’être victime d’un accident le 1er août.
  - Dernière citation datée du 25 novembre 1918
- 7 victoires homologuées